# Gaziosmanpaşa
Gaziosmanpaşa is een Turks district in de provincie Istanboel en telt 1.013.048 inwoners (2007). Het district heeft een oppervlakte van 216,6 km².
De bevolkingsontwikkeling van het district is weergegeven in onderstaande tabel.
| 1997    | 2000    | 2007      |
| ------- | ------- | --------- |
| 645.827 | 752.389 | 1.013.048 |

## Geboren
- Rıdvan Yılmaz (2001), voetballer
- Ersin Destanoğlu (2001), voetballer